# ستيفن مورغان (سياسي)
ستيفن مورغان (بالإنجليزية: Stephen Morgan)‏ هو سياسي بريطاني، ولد في 17 يناير 1981 في Fratton ‏ في المملكة المتحدة. نشط حزبياً في حزب العمال. في الانتخابات التشريعية البريطانية 2017، انتخب عضو برلمان المملكة المتحدة الـ57 عن دائرة بورتسموث الجنوبية وقد انضم خلال فترته النيابية ‏ (8 يونيو 2017 – ) للكتلة البرلمانية حزب العمال.